# Раслатица
Раслатица е планински рид в централната част на Същинска Средна гора, разположена на територията на Софийска и Пловдивска област.
Ридът Раслатица е третият по височина планински рид в Същинска Средна гора, който се простира от север на юг на около 25 км, а ширината му достига до 7 км. На север достига до долината на река Тополница, на изток е ограничен от долините на реките Медет (ляв приток на Тополница) и Панагюрска Луда Яна (десен приток на Луда Яна), а на запад и юг – от долините на реките Чамдере (ляв приток на Тополница) и Банска Луда Яна.
Изграден е от гранити и андезити. Климатът е преходно-континентален, а по най-високите части – планински. Отводнява се от по-горе посочените реки и техните малки притоци. Почвите са кафяви горски. Гъсто обрасъл с широколистни гори, на базата на които е развито горското стопанство, дърводобива и дървопреработването. Във връзка с геоложкия му състав в него се намират най-големите ни медно-рудни находища „Асарел“ и „Медет“.
Изградени са хижите „Братия“, „Сакарджа“ и „Оборище“. В югозападната му част, в местността Оборище през април 1876 г. се първото българско велико народно събрание.
По югоизточният му склон са разположени град Панагюрище и селата Баня и Бъта.
От север на юг, по източното му подножие, на протежение от 39,8, преминава участък от второкласен път № 37 Ябланица – Златица – Панагюрище – Пазарджик – Пещера – Барутин.
В южната му част, от запад на изток, на протежение от 7,6, рида се пресича от участък от третокласен път № 801 Вакарел – Панагюрище – Стрелча.

## Топографска карта
- Лист от карта K-35-49. Мащаб: 1 : 100 000.